# نظام لاخطي

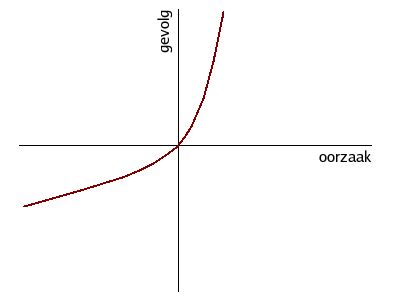
خط منحني.

في مجال الرياضيات، يعد مصطلح النظام اللاخطي مصطلحًا لا يستوفي شروط مبدأ التراكب، أو مصطلحًا يكون ناتجه غير متناسب مباشرة مع مدخلاته، بينما يحقق النظام الخطي تلك الشروط. وبمعنى آخر، فإن النظام اللاخطي هو أية مشكلة يكون فيها المتغير (المتغيرات) المفترض حلها لا يمكن كتابتها كـتركيبة خطية لمكونات مستقلة. ويعد النظام غير المتجانس، الذي يكون خطيًا بغض النظر عن وجود وظيفة المتغيرات المستقلة، هو نظام لاخطي وفقًا لتعريف دقيق، ولكن هذه الأنظمة تتم دراستها عادةً إلى جانب الأنظمة الخطية؛ وذلك بسبب إمكانية تحويلها إلى أنظمة خطية من متغيرات متعددة.
تقع المشكلات اللاخطية في دائرة اهتمام المهندسين، والفيزيائيين، والرياضيين نظرًا لأن معظم الأنظمة الفيزيائية هي أنظمة لاخطية متأصلة في الطبيعة. ويصعُب حل المعادلات اللاخطية، كما أنها تؤدي إلى حدوث ظواهر مثيرة للاهتمام مثل الشواش. ويتم النظر إلى بعض جوانب الجو (وإن لم يكن المناخ) على أنها فوضوية، حيث تتسبب التغيرات البسيطة في جزء واحد من النظام في إحداث تأثيرات معقدة في كل مكان. ولا يعتبر النظام اللاخطي نظامًا عشوائيًا.

## التعريف
تعد في الرياضيات الدالة الخطية (أو التحول الخطي) ({\displaystyle f(x)}) هي الوظيفة التي تحقق كلاً من الخصائص التالية:
- الجمع، {\displaystyle \textstyle f(x+y)\ =f(x)\ +f(y);}
- التماثل، {\displaystyle \textstyle f(\alpha x)\ =\alpha f(x).}

(يدل الجمع ضمنًا على تماثل أي من الأعداد الكسرية (α)، والدالة المستمرة، وأي أعداد حقيقية (α). وبالنسبة لـالأعداد المركبة (α)، فإن التماثل لا يتولد من الجمع، على سبيل المثال، يكون التحول اللاخطي جمعيًا وليس تماثليًا.) وغالبًا ما تجتمع شروط الجمع والتماثل في مبدأ التراكب
{\displaystyle f(\alpha x+\beta y)=\alpha f(x)+\beta f(y)\,}
وتُسمى المعادلة المكتوبة كالتالي
{\displaystyle f(x)=C\,}
بالمعادلة الخطية إذا كان ({\displaystyle f(x)}) تحولًا خطيًا (كما هو موضح في الأعلى) ولاخطية إذا كان عكس ذلك. كما توصف المعادلة بـالتماثلية إذا كان {\displaystyle C=0}.
ويُعتبر تعريف ({\displaystyle f(x)=C}) تعريفًا عامًا في إمكانية كون ({\displaystyle x}) أي شئ رياضي مُدرَك (عدد، أو كمية متجهة، أو دالة، إلخ.)، ويمكن أن تكون الدالة ({\displaystyle f(x)}) حرفيًا أي تطبيق، بما في ذلك التكامل أو التمييز مع القيود المصاحبة (مثل القيم الحدية). وإذا احتوت ({\displaystyle f(x)}) على مشتق من ({\displaystyle x})، ستكون النتيجة معادلات تفاضلية.

## كتابات أخرى
- Diederich Hinrichsen and Anthony J. Pritchard (2005). Mathematical Systems Theory I - Modelling, State Space Analysis, Stability and Robustness. Springer Verlag. {{استشهاد بكتاب}}: الوسيط غير المعروف |الرقم المعياري= تم تجاهله يقترح استخدام |ردمك= (مساعدة)
- Jordan، D. W.؛ Smith، P. (2007). Nonlinear Ordinary Differential Equations (ط. fourth). Oxford Univeresity Press. {{استشهاد بكتاب}}: الوسيط غير المعروف |الرقم المعياري= تم تجاهله يقترح استخدام |ردمك= (مساعدة)
- Khalil، Hassan K. (2001). Nonlinear Systems. Prentice Hall. {{استشهاد بكتاب}}: الوسيط غير المعروف |الرقم المعياري= تم تجاهله يقترح استخدام |ردمك= (مساعدة)
- Kreyszig، Erwin (1998). Advanced Engineering Mathematics. Wiley. {{استشهاد بكتاب}}: الوسيط غير المعروف |الرقم المعياري= تم تجاهله يقترح استخدام |ردمك= (مساعدة)
- Sontag، Eduardo (1998). Mathematical Control Theory: Deterministic Finite Dimensional Systems. Second Edition. Springer. {{استشهاد بكتاب}}: الوسيط غير المعروف |الرقم المعياري= تم تجاهله يقترح استخدام |ردمك= (مساعدة)

## وصلات خارجية
- Command and Control Research Program (CCRP)
- New England Complex Systems Institute: Concepts in Complex Systems
- Nonlinear Dynamics I: Chaos at MIT's OpenCourseWare
- Nonlinear Models Nonlinear Model Database of Physical Systems (MATLAB)
- The Center for Nonlinear Studies at Los Alamos National Laboratory